# Lacinipolia agnata
Lacinipolia agnata là một loài bướm đêm trong họ Noctuidae.